# Det hele menneske
"Det hele menneske" bruges i sjælesorg som et udtryk. Her bliver mennesket ikke blot reduceret til, at være et biologisk væsen, men mere end det.
Der tages forbehold for hele mennesket; det vil sige, Psykisk, fysisk og åndeligt. Det kristne menneskesyn, er at tage hånd om "hele mennesket" så det menneske ikke efterlades med en eksistentiel tomhedsfornemmelse. Læs bl.a. Haldor Hald " Et menneske er mere end det kan og mere end, hvad det ikke magter"
Det hele mennesker er et udtryk, der bruges inden for psykologi, om et menneske, der er i harmoni med sig selv og gør, hvad det vil. Begrebet er central i den humanistiske psykologi og er blandt andet blevet udviklet i Alfred Adler, Carl Rogers, Abraham Maslow og Carl Gustav Jungs arbejder.
| Psi | Spire Denne artikel om psykologi er en spire som bør udbygges. Du er velkommen til at hjælpe Wikipedia ved at udvide den. |